# Коронака (Південна Кароліна)
Коронака (англ. Coronaca) — переписна місцевість (CDP) в США, в окрузі Грінвуд штату Південна Кароліна. Населення — 156 осіб (2020).

## Географія
Коронака розташована за координатами 34°15′5″ пн. ш. 82°6′18″ зх. д. / 34.25139° пн. ш. 82.10500° зх. д. (34.251372, -82.105009).  За даними Бюро перепису населення США в 2010 році переписна місцевість мала площу 4,39 км², з яких 4,38 км² — суходіл та 0,02 км² — водойми.

## Демографія
Згідно з переписом 2010 року, у переписній місцевості мешкала 191 особа в 84 домогосподарствах у складі 54 родин. Густота населення становила 43 особи/км².  Було 95 помешкань (22/км²).
Расовий склад населення:
| - 76,4 % — білих - 19,4 % — чорних або афроамериканців - 1,6 % — осіб інших рас |

До двох чи більше рас належало 2,6 %. Частка іспаномовних становила 3,7 % від усіх жителів.
За віковим діапазоном населення розподілялося таким чином: 20,9 % — особи молодші 18 років, 63,4 % — особи у віці 18—64 років, 15,7 % — особи у віці 65 років та старші. Медіана віку мешканця становила 42,5 року. На 100 осіб жіночої статі у переписній місцевості припадало 99,0 чоловіків;  на 100 жінок у віці від 18 років та старших — 93,6 чоловіків також старших 18 років.
Цивільне працевлаштоване населення становило 65 осіб. Основні галузі зайнятості: виробництво — 46,2 %, освіта, охорона здоров'я та соціальна допомога — 29,2 %, роздрібна торгівля — 15,4 %, мистецтво, розваги та відпочинок — 9,2 %.